# Androctonus bicolor
Androctonus bicolor je druh pouštního štíra čeledi Buthidae. Je nejčastěji černě zbarvený. Samice rodí mezi 30 a 45 mláďaty, která dospívají po době delší než rok. Druh se vyznačuje malým telsonem a širokou metasomou.